# 达里奥·萨尔米恩托
达里奥·阿利尔·萨尔米恩托（西班牙語：Darío Ariel Sarmiento；2003年3月29日—），是一名阿根廷足球运动员，场上司职右边锋，目前效力于阿职联球队拉普拉塔大学生。

## 俱乐部生涯

### 早期生涯 – 拉普拉塔大学生
2009年，萨尔米恩托加盟了阿根廷足坛劲旅拉普拉塔大学生。在此之前，他曾短暂效力过阿根廷独立竞技以及森林捍卫者。在2019–20赛季的联赛中，主教练米利托将萨尔米恩托提拔进入一线队，后者也在16岁的年纪完成了职业生涯首秀。9月，在拉普拉塔大学生与帕特洛纳托及萨兰迪阿森纳的联赛比赛中，萨尔米恩托在替补席上观看了全场比赛，并没有获得出场机会。但不久之后，他就迎来了自己的机会。2019年10月5日，在拉普拉塔大学生主场0-0战平飓风竞技的比赛中，萨尔米恩托在第67分钟替补登场，换下了迭戈·加西亚，就此成为俱乐部队史中完成首秀时第二年轻的球员。后来，他又在这个赛季中完成了7次出场。
2020年12月31日，拉普拉塔大学生副主席马丁·格罗斯特吉向媒体确认，俱乐部正在与英超俱乐部曼彻斯特城商讨萨尔米恩托的转会。两天后，拉普拉塔官方宣布，与球员续约至2021年12月31日。

### 转战英格兰 – 加盟曼城
2021年4月30日，拉普拉塔大学生宣布，萨尔米恩托将在2021年7月正式加盟英超豪门曼城，与新东家签约5年。据意大利媒体报道，曼城为他支付了600万美元的转会费，外加最高可达1200万美元的浮动条款，并将20%的二次转会分成分给拉普拉塔大学生。

## 国家队生涯
萨尔米恩托曾是阿根廷U-16国少队的主力球员，随队征战过蒙太古杯邀请赛以及发展联赛杯，并在2019年夺得过这两项赛事的冠军。在阿根廷U-17国青队主帅艾马尔手下，他也获得过出场机会。2020年12月，萨尔米恩托首次被阿根廷U-20国青队征召。

## 生涯数据
最後更新：2021年1月24日
| 俱乐部         | 赛季     | 联赛     | 联赛 | 联赛 | 杯赛 | 杯赛 | 联赛杯 | 联赛杯 | 洲际 | 洲际 | 其他 | 其他 | 合计 | 合计 |
| 俱乐部         | 赛季     | 联赛等级 | 出场 | 进球 | 出场 | 进球 | 出场   | 进球   | 出场 | 进球 | 出场 | 进球 | 出场 | 进球 |
| -------------- | -------- | -------- | ---- | ---- | ---- | ---- | ------ | ------ | ---- | ---- | ---- | ---- | ---- | ---- |
| 拉普拉塔大学生 | 2019–20  | 阿甲     | 5    | 0    | 3    | 0    | 0      | 0      | —    | —    | 0    | 0    | 8    | 0    |
| 拉普拉塔大学生 | 2020–21  | 阿甲     | 9    | 0    | 0    | 0    | 1      | 0      | —    | —    | 0    | 0    | 10   | 0    |
| 生涯合计       | 生涯合计 | 生涯合计 | 14   | 0    | 3    | 0    | 1      | 0      | —    | —    | 0    | 0    | 18   | 0    |

## 荣誉

### 国家队
阿根廷U-16
- 蒙太古杯（英语：Montaigu Tournament）冠军：2019
- 发展联赛冠军：2019

## 注解
1. ↑  Soccerway将萨尔米恩托在阿根廷职业联赛杯中的出场计为联赛出场